# 最後那五年
《最後那五年》（英語：The Last 5 Years）是一部2015年美國愛情歌舞片。改編東尼獎得主傑森·羅伯·布朗同名音樂劇，導演理查拉葛·瑞夫尼斯自編自導第六部電影作品，並由安娜·坎卓克、傑瑞米·喬登主演。

## 劇情簡介
一對戀人由相見、交往、步入禮堂結婚，然後分手。小說家男主角傑米正於事業開端，他的太太凱西是面臨事業拉扯的女演員。當傑米向凱西求婚時，他們的人生開始交錯…

## 角色
- 安娜·坎卓克 飾演 凱西
- 傑瑞米·喬登 飾演 傑米

## 外部連結
- 互联网电影数据库（IMDb）上《The Last Five Years》的资料（英文）
- Box Office Mojo上《The Last Five Years》的資料（英文）
- 爛番茄上《The Last Five Years》的資料（英文）
- Metacritic上《The Last Five Years》的資料（英文）